# Błażej Bazyli Goliniusz
Błażej Bazyli Goliniusz (ur. ok. 1545 w Golinie, zm. 5 czerwca 1625 w Krakowie) – polski poeta, profesor, rektor Akademii Krakowskiej, kanonik krakowski.

## Życiorys
Urodził się w mieszczańskiej rodzinie, był synem Szymona. Na Akademię wpisał się w 1567  pod imieniem Błażej, imię Bazyli, którym się zwykle posługiwał, otrzymał przy bierzmowaniu. W 1570  uzyskał stopień bakałarza, a w 1575 magistra sztuk wyzwolonych. Dwukrotnie, w latach 1583 i 1587, piastował godność dziekana Wydziału Filozoficznego, wykładał grekę. W 1590 otrzymał kanonię w kościele św. Floriana i przeszedł na Wydział Teologiczny, przyjmując równocześnie święcenia kapłańskie. 30 stycznia 1603 uzyskał doktorat z teologii niemal równocześnie z wyborem na prepozyta kapituły św. Floriana. Pełnił funkcję dziekana Wydziału Teologicznego, długoletnim administratorem dóbr Bronowice z ramienia Kolegium Większego, prowizorem fundacji bibliotecznej Benedykta z Koźmina. Reprezentował sprawy Akademii w licznych misjach, w 1589 ostro przeciwstawił się próbom otwarcia przez jezuitów kolegium przy ul. św. Anny, w 1609 bronił interesów Akademii jako członek komisji wybranej dla zabezpieczenia praw uczelni w czasie wizytacji bpa Piotra Tylickiego. W 1617 został po raz pierwszy wybrany rektorem uczelni, godność tę powierzano mu jeszcze trzykrotnie. Jako zwierzchnik Uniwersytetu dużo energii poświęcił na walkę z jezuitami o niezależność szkół i prawa Akademii. W 1622 napisał głośny list protestujący przeciw założeniu szkół jezuickich w Krakowie i ostrzegający opinię szlachecką przed absolutystyczną polityką zakonu. Zmarł w czerwcu 1625, pozostawiając Akademii zapisaną w testamencie sporą bibliotekę teologiczną i filologiczną. Był autorem niezachowanego do dziś podręcznika teorii wymowy Suda oratoria; pisał panegiryki i epigramaty.